# حبيل ساتيا
حبيل ساتيا (بالإندونيسية: Habel Satya)‏ (12 سبتمبر 1987 في إندونيسيا - ) هو لاعب كرة قدم إندونيسي في مركز الوسط. شارك مع منتخب إندونيسيا تحت 21 سنة لكرة القدم ومنتخب إندونيسيا تحت 23 سنة لكرة القدم. أما مع النوادي، فقد لعب مع Persiwa Wamena ‏.

## وصلات خارجية
- حبيل ساتيا على موقع قاعدة بيانات كرة القدم.إي يو (الإنجليزية)
- حبيل ساتيا على موقع Soccerway.com (الإنجليزية)